# Jan Dziędziora
Jan Dziędziora (ur. 21 marca 1926 w Krakowie, zm. 12 marca 1987 w Warszawie) – polski malarz, pedagog. Jeden z inicjatorów i organizatorów (obok Marka Oberländera, Jacka Sienickiego i Elżbiety Grabskiej-Wallis) Ogólnopolskiej Wystawy Młodej Plastyki Arsenał w 1955. Laureat Nagrody im. Jana Cybisa i Nagrody Solidarności w 1982 roku. Malował obrazy o charakterze egzystencjalnym, na pograniczu figuracji i abstrakcji. Podejmował temat pracy w cyklu „Asfalciarze”, przedstawienia figury ludzkiej w cyklu „Zbity”, a także „Postać Milcząca” oraz pejzażu w gwaszach

## Życiorys

### Rodzina
Urodził się 21 marca 1926 w Krakowie w rodzinie kolejarskiej (matka Barbara z domu Szelegieniec, ojciec Franciszek). Był najmłodszym z czwórki dzieci. Jego długoletnią towarzyszką życia była Maryna Tyszkiewicz (1933 – 2019), malarka zajmująca się tkaniną artystyczna i pedagog, z którą wspólnie wychowywał jej dwóch synów.

### Okres wojny
W okresie II wojny światowej wraz z rodziną był zaangażowany w działalność konspiracyjną. Jako siedemnastolatek trafił do oddziału działającego w powiecie pińczowskim i na Podkarpaciu. W czasie jednej z potyczek został ranny, był odznaczony Krzyżem Walecznych. Służył w Armii Krajowej, w Zgrupowaniu "Żelbet".

### Studia
Po wojnie studiował krótko w Akademii Sztuk Pięknych w Krakowie w pracowni kolorysty Zygmunta Radnickiego), w latach 1946-1951 w Akademii Sztuk Pięknych w Warszawie, pod kierunkiem Aleksandra Rafałowskiego. W 1955 był jednym z organizatorów Ogólnopolskiej Wystawy Młodej Plastyki „Przeciw wojnie – przeciw faszyzmowi”, tzw. "Arsenału". W kolejnych latach wystawiał rzadko, pozostając poza głównym nurtem życia kulturalnego. W latach 1980–1985 został wykładowcą warszawskiej ASP, w latach 80. angażował się w niezależny ruch wystawienniczy.
W 1975 otrzymał Nagrodę im. Jana Cybisa.